# Ventouse
Ventouse är en kommun i departementet Charente i regionen Nouvelle-Aquitaine i västra Frankrike. Kommunen ligger i kantonen Mansle som ligger i arrondissementet Confolens. År 2022 hade Ventouse 121 invånare.

## Befolkningsutveckling
Antalet invånare i kommunen Ventouse
Referens:INSEE